# Colombine de Nouvelle-Bretagne
Henicophaps foersteri
Espèce
Statut de conservation UICN

 VU C1+2a(i) : Vulnérable
La Colombine de Nouvelle-Bretagne (Henicophaps foersteri) est une espèce de pigeons du genre Henicophaps.

## Répartition
Elle est endémique en Papouasie-Nouvelle-Guinée.

## Habitat
Elle habite les forêts humides tropicales et subtropicales de plaine.
Elle est menacée par la perte de son habitat.